# Pont de la Concorde
El Pont de la Concorde és un pont de París que salva el Sena entre l'andana de les Teuleries (plaça de la Concorde) i l'andana d'Orsay.
Ha portat els noms de pont Lluís XVI, pont de la Revolució, pont de la Concorde, altre cop pont Lluís XVI durant la Restauració (1814), i definitivament pont de la Concorde d'ençà 1830.

## Història

### Construcció (1787-1791)
L'arquitecte Jean-Rodolphe Perronet, que va crear el 1775 amb Daniel-Charles Trudaine l'École royale des ponts et chaussées (avui École nationale des ponts et chaussées), és encarregat el 1787 de la construcció d'aquest pont en arc. Aquest pont estava en projecte des de 1725, en el moment de la construcció de la plaça Lluís XV (avui plaça de la Concorde). Assegurant la construcció en plena tempesta revolucionària, utilitza per a la maçoneria pedres de talla provinents de la demolició de la Bastilla, assaltada el 14 de juliol de 1789.

### Escultures afegides alseglexix
El 1810, Napoleó Bonaparte hi va fer col·locar estàtues en honor de vuit generals morts en el camp d'honor durant les campanyes del Primer Imperi.
Durant la Restauració, se'ls va reemplaçar per un conjunt de dotze estàtues monumentals en marbre blanc de quatre grans ministres (Colbert, Richelieu, Suger, Sully), quatre militars (Bayard, Condé, Du Guesclin, Turenne) i quatre marins (Duguay-Trouin, Duquesne, Suffren, Tourville). Però aquest conjunt era massa pesant per al pont, i Lluís-Felip I fa prendre aquestes estàtues cap a Versalles.

### Ampliació al segle XX
La circulació hi és molt densa, i el pont ha hagut de ser ampliat de cada costat entre 1930 i 1932, per atènyer el doble de la seva amplada inicial. Els enginyers Deval i Malet s'ocupen tot i això de conservar l'arquitectura neoclàssica d'origen. Ha estat renovat un darrer cop el 1983. De tots els ponts parisencs, és el que suporta el trànsit més intens (a banda dels ponts del cinturó perifèric).